# Lewis Eisenberg
Lewis Michael Eisenberg (Chicago, 12 ottobre 1942) è un diplomatico, imprenditore e ambasciatore statunitense.
Dal 2017 al 2021 è stato Ambasciatore statunitense in Italia e a San Marino.
È noto per aver co-fondato e diretto la società di private equity Granite Capital International Group LP. Ha una storia pluridecennale nella raccolta di fondi politici americani e ha ricoperto numerose cariche pubbliche nazionali, statali e estere nel corso della sua carriera, tra cui presidente dell'Autorità portuale di New York e New Jersey, al tempo dell'attacco dell'11 settembre 2001 al World Trade Center, in cui l'Autorità Portuale ha operato.
Nel mese di luglio 2017, Eisenberg è stato designato dal presidente Donald Trump ambasciatore degli Stati Uniti in Italia. È stato confermato dal Senato degli Stati Uniti il 3 agosto 2017.

## Biografia
Eisenberg è nato da una famiglia ebrea in Illinois e cresciuto a Chicago. La sua famiglia si guadagnava da vivere nel settore agricolo. Ha frequentato il Dartmouth College, conseguendo un diploma di laurea nel 1964. Si è iscritto alla Cornell University, dove ha conseguito un Master in business administration nel 1966. È residente a Rumson, nel New Jersey.

### Carriera
Eisenberg ha iniziato la sua carriera a Wall Street dopo aver completato la sua formazione alla Cornell University. Ha iniziato a lavorare per Goldman Sachs nel 1966. Dal 1966 al 1989, Eisenberg ha lavorato in svariati ruoli per Goldman Sachs. Eisenberg ne divenne socio nel 1978 e concluse la sua carriera come co-responsabile della Divisione Equità.
Nel 1990, Eisenberg è stato co-fondatore di Granite Capital International Group L.P., una società di gestione degli investimenti in cui, in qualità di co-presidente, ha supervisionato la gestione degli investimenti per i clienti privati. È stato co-fondatore di Granum Communications e ha lavorato nel consiglio di amministrazione di tale società fino al 2007. Ha fatto parte del consiglio di amministrazione di ITC, la più grande società indipendente di trasmissione elettrica della nazione e una ex società KKR.
Eisenberg ha lavorato come consulente senior per Kohlberg Kravis Roberts a partire dal 2009. Lavorando a fianco dei fondatori Henry Kravis e George R. Roberts, Eisenberg ha fornito una maggiore esperienza negli investimenti, in particolare nell'arena delle infrastrutture pubbliche.

### Attività pubblica
Eisenberg è stato nominato nel 1994 dal Governatore del New Jersey Christine Todd Whitman presidente della Commissione del New Jersey sulla privatizzazione e la contrattazione concorrenziale. È stato eletto presidente del consiglio dei commissari dell'Autorità portuale di New York e New Jersey il 9 novembre 1995. Prima della sua elezione a presidente, Eisenberg era stato dal febbraio 1994 commissario nel consiglio di amministrazione della stessa agenzia, essendo stato nominato dal Governatore Christine Todd Whitman. Durante il suo mandato come presidente, il risultato più notevole è stato la negoziazione di un contratto di locazione a lungo termine con Larry Silverstein per il World Trade Center; le Torri erano alla massima occupazione nella storia alla fine degli anni '90 e il desiderio di privatizzare gli edifici è nato da una strategia economica dell'amministrazione Pataki.
Il suo mandato come presidente dell'Autorità Portuale terminò nel dicembre 2001. Fu durante il suo mandato di presidente che si verificarono gli attacchi terroristici dell'11 settembre alle Torri Gemelle, dove persero la vita 84 impiegati dell'Autorità Portuale, incluso l'allora direttore esecutivo Neil Levin.
Prima degli attacchi terroristici dell'11 settembre, Eisenberg aveva programmato di dimettersi da presidente dell'Autorità Portuale alla luce di una proposta di nomina da parte del Governatore del New Jersey facente funzione Donald DiFrancesco alla presidenza dell'Autorità Sportiva e dell'Esposizione del New Jersey.
Eisenberg scelse di rimanere all'Autorità Portuale nei giorni successivi all'attacco dell'11 settembre e di fornire "una leadership continua" al fine di "garantire una continuità in tempi di tragedia". Poco dopo essere uscito dall'Autorità Portuale, il governatore di New York George Pataki nominò Eisenberg come direttore del consiglio di amministrazione della Lower Manhattan Development Corporation nel gennaio 2002, dove rimase coinvolto nelle conseguenze degli attacchi e contribuì alla ricostruzione di Lower Manhattan. A quel tempo fu nominato da Pataki per presiedere il consiglio consultivo per le famiglie e i trasporti delle vittime fino all'aprile 2003.

### Politica
Nel 2000, Eisenberg è stato presidente della campagna Victory 2000 nel New Jersey. Nel gennaio 2002, Eisenberg divenne presidente del comitato finanziario per il comitato nazionale repubblicano a Washington, DC. Nel 2003, divenne co-presidente del comitato ospitante di New York nel 2004 per la convenzione repubblicana e copresidente di Bush e Cheney nel New Jersey nel 2004. Eisenberg ha prestato servizio nelle squadre di transizione dei Governatori Whitman del New Jersey e del Governatore Pataki di New York e della squadra di transizione presidenziale Bush-Cheney. È fondatore ed ex presidente del Republican Leadership Council, un comitato di azione politica con sede a Washington, DC. Dal 2002 e 2004, è stato presidente della commissione finanze del comitato nazionale repubblicano. Nel 2004, ha ricoperto il ruolo di co-presidente del Comitato ospitante della Convenzione per la Convention nazionale repubblicana del 2004. Nel 2008, ha ricoperto il ruolo di John McCain come Presidente e National Co-Chairman e come Presidente delle finanze nazionali per McCain e Palin Victory 2008. È stato un leader di raccolta fondi per la campagna presidenziale di Donald Trump nel 2016.

### Controversie
Dopo la laurea, Eisenberg andò a lavorare alla Goldman Sachs. Fu co-responsabile della divisione vendite azionarie della società e suo partner. Si dimise nel novembre 1989 dopo che una causa civile fu presentata nella Corte Suprema di Stato a Manhattan in cui veniva accusato di molestie verso un'ex assistente, Kathy Abraham, dopo aver tentato di porre fine a un rapporto extraconiugale di sette anni. Abraham in seguito tramite un accordo ritrattò le sue affermazioni.

## Riconoscimenti
Nel 1995, ha ricevuto l'Eagle Award dall'Alliance of Action del New Jersey. Nel 2000, Eisenberg è stato premiato come "Man of the Year" dalla National Conference for Community and Justice nel New Jersey. Nel 2000, la Monmouth University lo ha nominato "Uomo d'affari" dell'anno del New Jersey.
Il 16 maggio 2001, Eisenberg ha ricevuto una laurea honoris causa in giurisprudenza dalla Monmouth University a Monmouth. Il 5 maggio 2002 gli è stato conferito un dottorato onorario di laurea in scienze umanistiche presso il Rabbinical College of America.

## Altre attività
Eisenberg ha fatto parte del consiglio consultivo della Samuel Johnson Graduate School of Management della Cornell University ed è stato membro del consiglio di amministrazione del St. Barnabas Health Care System e della precedente presidenza del suo comitato per gli investimenti. Ha fatto parte del Board of Trustees of Monmouth Medical Center Foundation.